# Noršić Selo
Noršić Selo – wieś w Chorwacji, w żupanii zagrzebskiej, w mieście Samobor. W 2011 roku liczyła 135 mieszkańców.